# Nyon
Nyon je město na jihozápadě Švýcarska v kantonu Vaud. Leží na břehu Ženevského jezera a je sídlem stejnojmenného okresu. Žije zde přibližně 20 tisíc obyvatel.

## Geografie

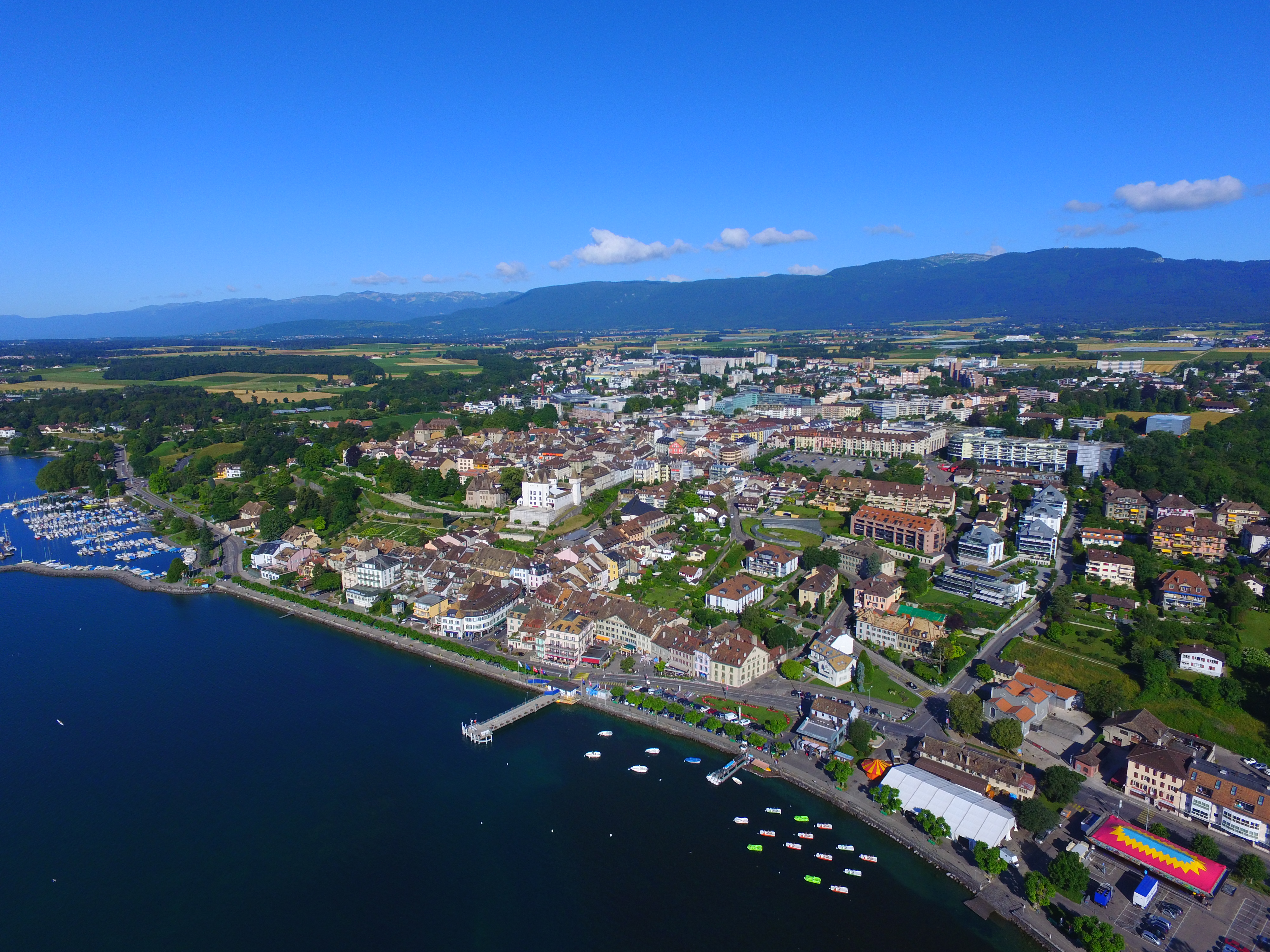
Panorama města

Město Nyon se nachází na severozápadním břehu Ženevského jezera. Centrum města se nachází v nadmořské výšce 403 metrů a asi 30 metrů nad hladinou jezera, na němž leží dolní část města a přístav Nyon. Město je vzdáleno 34 km od hlavního města kantonu Lausanne a 22 km od Ženevy.
Rozloha obce činí 6,8 km². Město leží mezi ústími řek Boiron a Asse do Ženevského jezera. Jeho území se táhne tři kilometry severozápadně od břehu jezera od rovinatého pobřeží k mírně vyvýšené rovině na jižním úpatí Jury. Řeky Boiron a Asse vyhloubily v této rovině malá údolí. Na jih od Boironu patří k Nyonu oblast Bois-Bougy s lesem Bois Neuf a oblast Colovray, na severovýchod od Asse oblasti Changins, Chantemerle a Banderolle. U Vuarpillière sleduje hranice obce dálnici A1, kde se nachází nejvyšší bod Nyonu (480 m n. m.). V roce 1997 bylo 51 % území obce pokryto zastavěnou plochou, 8 % lesy a háji a 41 % zemědělstvím.
K Nyonu patří obchodní a průmyslová část L’Asse (470 m n. m.) napravo od stejnojmenné řeky, část obce Changins (436 m n. m.) jižně od kopce Duillier a několik zemědělských osad.
Pod centrem města protíná přístavní čtvrť hlavní silnice č. 1, která se nachází v krátkém úseku přímo na břehu Ženevského jezera a nazývá se Quai des Alpes. Břeh jezera je volně přístupný také v přístavu, u veřejných promenád a na několika dalších místech. Ostatní úseky břehu jezera patří do soukromého vlastnictví.
Sousedními obcemi Nyonu jsou Crans, Eysins, Signy-Avenex, Grens, Trélex, Duillier a Prangins.

## Historie

Nyon koncem 18. století

Oblast Nyonu má dlouhou historii osídlení. Nejstarší nálezy pocházejí z období neolitu, kdy na břehu jezera stála malá vesnice.
V 1. století př. n. l. se v oblasti dnešního Nyonu nacházelo opevněné sídliště Noviodunos, které obýval kmen Helvéciů. Ti město pravděpodobně vypálili při svém odchodu do Galie kolem roku 58 př. n. l. Helvéciové, kteří byli Caesarem donuceni k návratu, se znovu usadili v oblasti svého starého sídla a také na břehu Ženevského jezera. Kolem roku 45 př. n. l. zde Římané založili město Colonia Iulia Equestris, které se brzy stalo nejvýznamnější osadou u Ženevského jezera v době římské nadvlády. Centrum města se nacházelo na terasovitém území kolem hradu na místě dnešního starého města. Skládalo se z fóra s hlavním chrámem, zdobeným bohatou podlahovou mozaikou, a baziliky. První vykopávky byly provedeny v 19. století, další následovaly v roce 1974 a před několika lety byly znovu objeveny základní zdi nyonského amfiteátru. O obytných částech kolonie je však známo jen málo. Colonia Iulia Equestris byla zásobována vodou z řeky Versoix prostřednictvím akvaduktu. Některé pozůstatky tohoto částečně podzemního akvaduktu se dochovaly.

Letecký pohled (1949)

V pozdní antice nahradilo Colonii Iulia Equestris jako regionální centrum město Aventicum (dnešní Avenches) a na významu získala také Genava (Ženeva). Město Nyon bylo poprvé zničeno po polovině 3. století, ale později bylo obnoveno pod názvem Civitas Equestris. Zničení a opuštění města lze datovat do 5. století.
Město Nyon bylo založeno ve středověku, pravděpodobně v 11. nebo 12. století. Patřilo k panství Prangins v hrabství Vaud a v roce 1293 připadlo Savojskému rodu. Poté, co Nyon získal ve 13. století městská práva, zažil za vlády Savojských hospodářský rozmach a stal se mincovnou (do 15. století).
Po dobytí savojského Vaudu Bernem v roce 1536 se Nyon stal sídlem stejnojmenného správního celku. V roce 1711 se od Nyonu oddělil okres Bonmont. Po pádu Staré konfederace patřilo město v letech 1798–1803 v období helvétského soustátí ke kantonu Léman, který byl poté po vstupu v platnost Ústavy o zprostředkování sloučen s kantonem Vaud. Od roku 1798 je Nyon hlavním městem stejnojmenného okresu. V letech 1781 až 1813 se město stalo světoznámým jako sídlo porcelánky.

## Obyvatelstvo
| Rok            | 1850 | 1900 | 1910 | 1930 | 1950 | 1960 | 1970   | 1980   | 1990   | 2000   |
| Počet obyvatel | 2417 | 4882 | 5096 | 5107 | 6064 | 7643 | 11 424 | 12 842 | 14 747 | 16 182 |

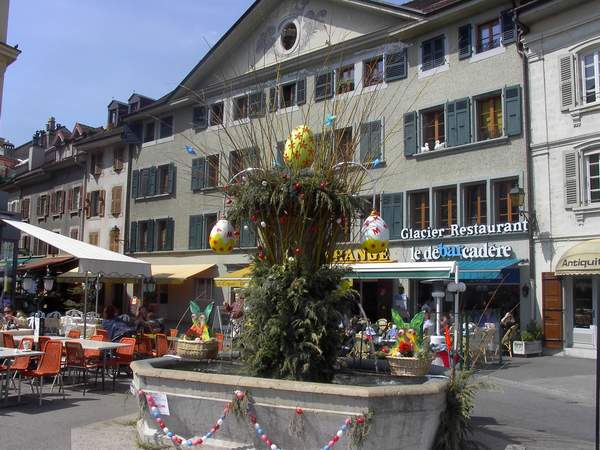
Centrum města

Nyon je s počtem obyvatel přibližně 20 tisíc jednou z největších obcí kantonu Vaud. Z celkového počtu obyvatel je 75,9 % francouzsky mluvících, 5,7 % německy mluvících a 4,0 % anglicky mluvících (stav k roku 2000). Po roce 1950 začal počet obyvatel rychle růst a od té doby se počet obyvatel Nyonu ztrojnásobil. Sídelní oblast Nyonu od té doby plynule splynula s oblastí sousední obce Prangins.

## Hospodářství

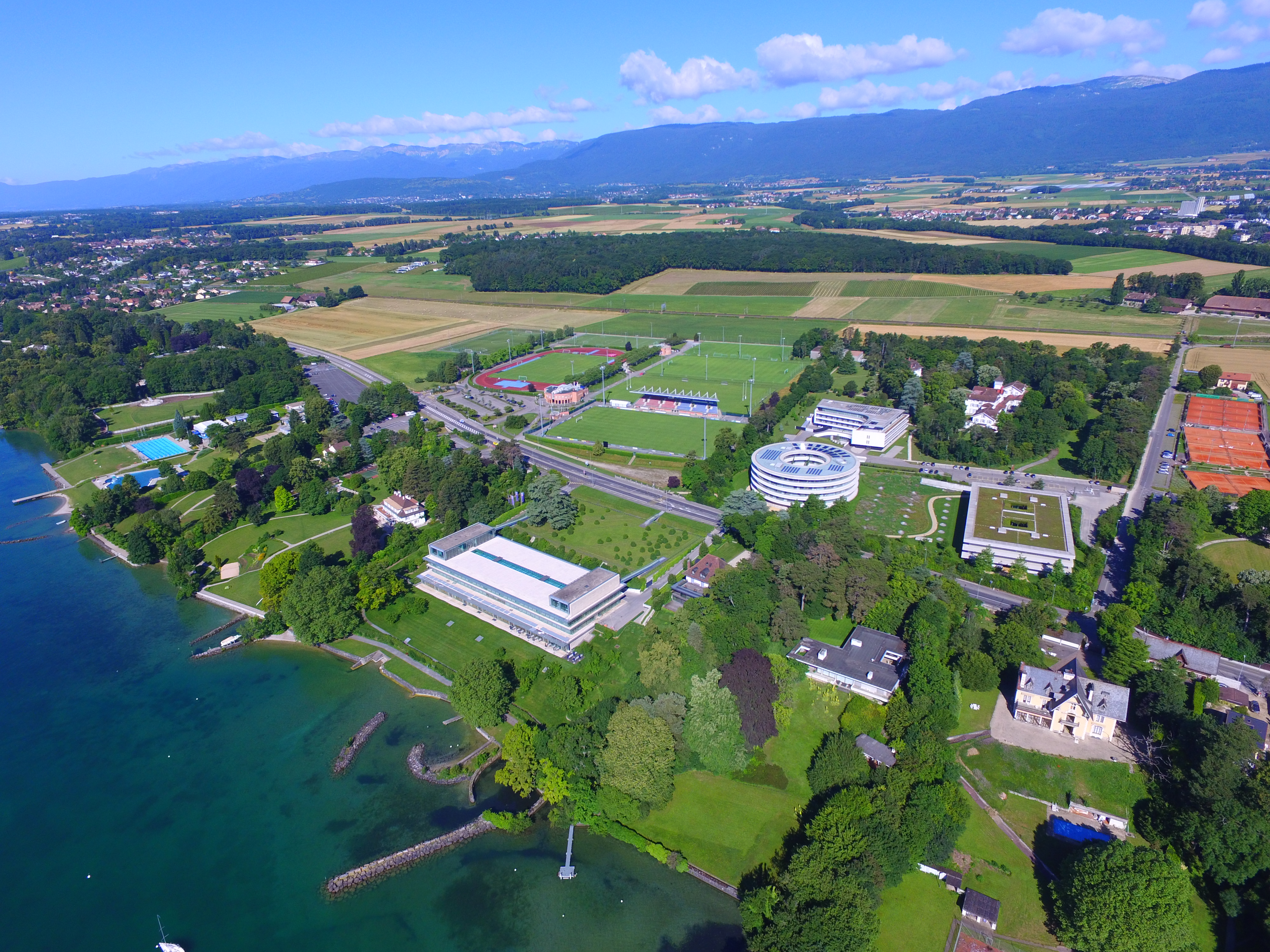
Sídlo UEFA v Nyonu

Nyon je od středověku malým městem, které se vyznačuje obchodem a zemědělstvím. V současnosti hraje zemědělství jako zdroj příjmů jen malou roli. Díky úrodné půdě se soustřeďuje na ornou půdu a pěstování zeleniny, zatímco vinice se pěstují na jižních svazích mimo oblast osídlení.
Město je regionálním centrem průmyslu a služeb, které se v posledních desetiletích silně rozvíjí díky výbornému dopravnímu spojení na ose Ženeva-Lausanne. K významným průmyslovým odvětvím patří výroba léků, potravin, chemikálií, hutnictví a zápalek, ale také nástrojářství, hodinářství, hrnčířství a grafické umění.

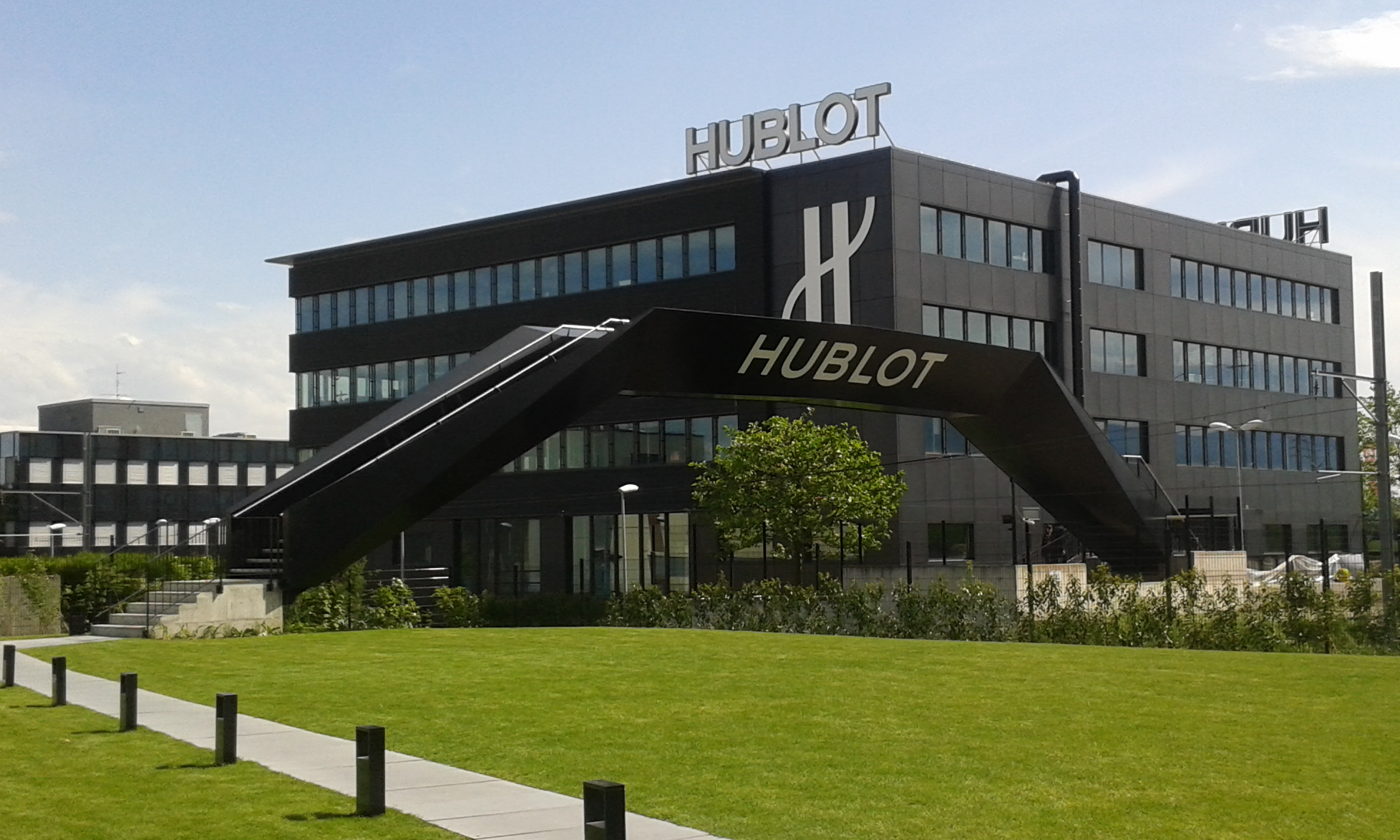
Továrna Hublot

V Nyonu se nachází sídlo výrobce hodinek Hublot, založeného v roce 1980, a také sídlo mezinárodní odborové organizace UNI Global Union. V Nyonu se nachází továrna společnosti Novartis, která vyrábí sprej proti nachlazení Otrivin a antimykotikum Lamisil a od roku 2015 je společným výrobním závodem společnosti Novartis a britského výrobce léčiv GlaxoSmithKline na volně prodejné léky. V roce 2013 společnost Novartis rozhodla o velké investici do této továrny. Vzhledem k tomu, že Nyon je také administrativním a bankovním centrem, většina pracovních míst je v sektoru služeb.
Od roku 1995 je Nyon sídlem fotbalové asociace UEFA, která si u Ženevského jezera vybudovala své administrativní centrum. Zde se také pořádá losování evropských pohárových soutěží. V Nyonu sídlí také Evropská klubová asociace.
V roce 1988 zde bylo otevřeno Centre d’enseignement secondaire supérieur (CESSOUEST). Od roku 1886 se v Changins nachází Federální zemědělská výzkumná stanice Changins, zařízení švýcarského Federálního zemědělského výzkumného centra Agroscope. V Changins sídlí také École d’ingénieurs de Changins, kde se vzdělávají enologičtí specialisté francouzsky mluvícího Švýcarska.

## Doprava

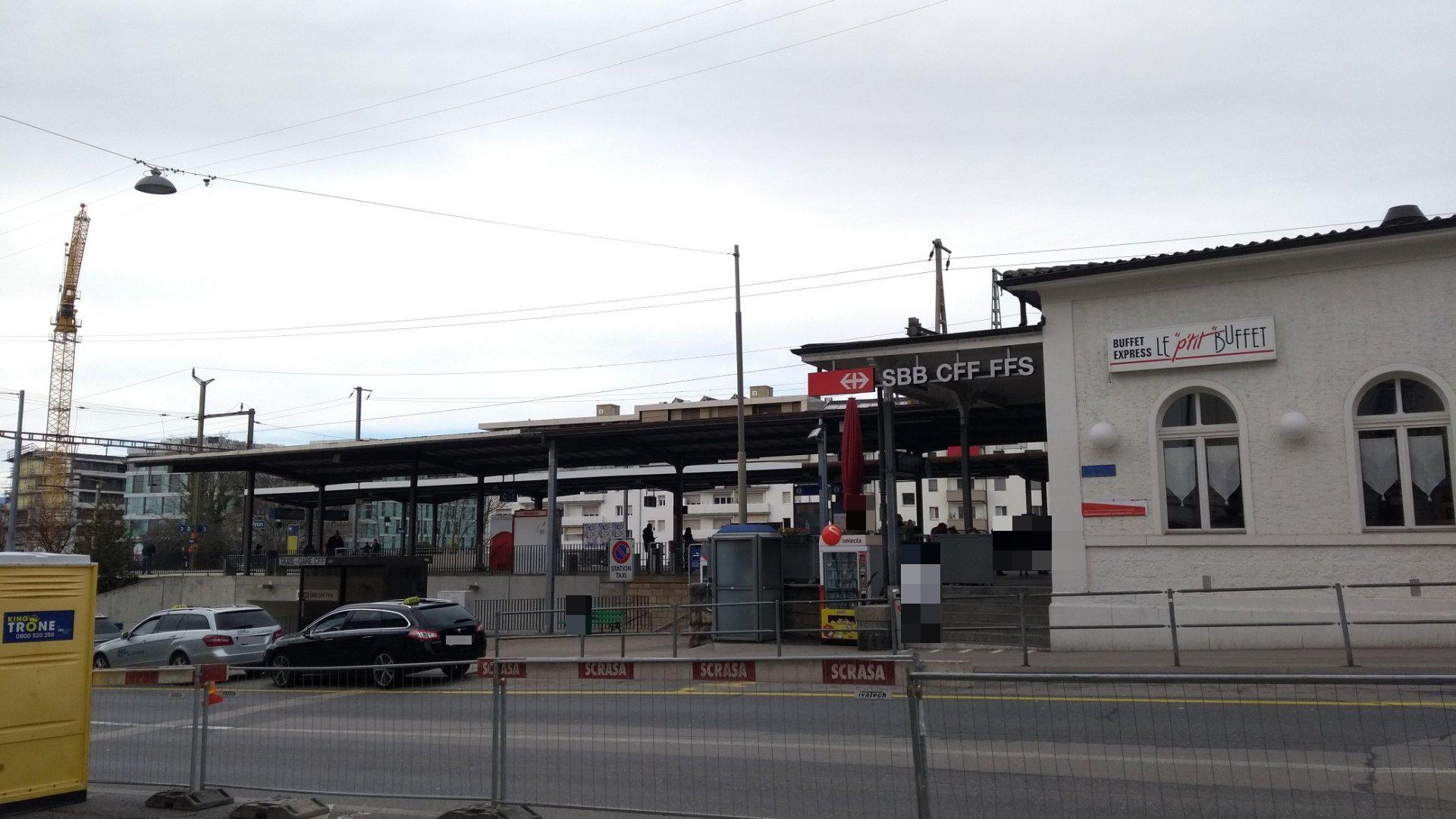
Železniční stanice Nyon

Město leží na hlavní silnici č. 1 vedoucí ze Ženevy podél jezera do Lausanne a dále do Bernu. Tato silnice vede přímo podél jezera u Nyonu. U Nyonu se silnice odklání přes průsmyk Col de la Givrine do Morezu ve Francii. Dálniční křižovatka Nyon na dálnici A1 (Ženeva–Lausanne), která byla otevřena v roce 1964, se nachází 3 km od centra města.
Dne 14. dubna 1858 byl zprovozněn úsek trati SBB Lausanne–Ženeva z Morges do Coppet se stanicí Nyon. Dne 12. července 1916 byla slavnostně otevřena úzkorozchodná železnice Nyon – Saint-Cergue – Morez (NStCM) s metrovým rozchodem z Nyonu do Saint-Cergue, která zajišťuje přístup i do okrajových čtvrtí Nyonu. V letech 1905–1962 byla v provozu také železniční trať Nyon–Crassier z Nyonu do Divonne-les-Bains ve Francii. Po zrušení této trati se pro nákladní dopravu dosud využívá pouze úsek z Nyonu do Eysins.
Dopravu ve městě zajišťuje síť městských autobusů (pod hlavičkou společnosti Transports publics de la région nyonnaise). Do sousedních obcí Coppet, Gingins a Gimel jezdí také Postbus.
Na břehu Ženevského jezera je v Nyonu přístaviště, kterým je napojen na síť osobních lodí na Ženevském jezeře.

## Partnerská města
Od 8. září 2001 je v platnosti dohoda o přátelství mezi Nyonem a francouzským městem Nyons v departementu Drôme.